# Villa Guardamangia
Villa Guardamangia (en italiano: 'mira y come'), anteriormente conocida como Casa Medina y a veces denominada Casa Guardamangia, es un petit hôtel de 16 791 pies cuadrados (1559,9 m²) en Gwardamanġa, Pietà, Malta, que sirvió como residencia de la Princesa Isabel, Duquesa de Edimburgo (más tarde Reina Isabel II ) y el Príncipe Felipe, Duque de Edimburgo, entre 1949 y 1951, mientras Felipe estuvo estacionado en Malta como un oficial naval. Actualmente es propiedad del Gobierno de Malta y está catalogada como un monumento Grado 2 por la Autoridad de Planificación y Medio Ambiente de Malta.

## Historia
La propiedad perteneció a un sacerdote católico alrededor de 1814, durante el comienzo de la colonización británica de Malta. Se cree que la propiedad junto al mar se construyó a mediados del siglo XVIII. Posteriormente en el siglo XX perteneció a varias familias maltesas destacadas, entre las que se encuentran las familias Sant Fournier, Bartolos y Schembri. El edificio tomó gran parte de su forma actual en 1900 por Sir Augusto Bartolo y se llamó Casa Medina. Originalmente era una casa de campo. Consta de 18 habitaciones en la vivienda, establos para los animales, amplia zona ajardinada con paseo y refugio de guerra.
Alrededor de 1929, la villa fue arrendada por primera vez a Luis Mountbatten, quien se interesó por su proximidad a Marsa, que tiene una pista de turf y un campo de golf que se adaptaba a su lujoso estilo de vida. La villa estaba en mal estado y dividida en apartamentos, lo que llevó a los Mountbatten a residir en dos habitaciones en el Hotel Phoenicia en Floriana mientras se renovaba la casa. Mountbatten compró la villa tras algún tiempo y la frecuentaba mientras estaba estacionado en Malta como Comandante en Jefe de la Flota del Mediterráneo en la década de 1950.
Cuando el duque y la duquesa de Edimburgo llegaron a Malta, al principio se alojaron en el Palacio de San Antón, hospedados por Gerald Strickland y su esposa. La princesa Isabel (más tarde la reina Isabel II) y su entonces prometido, Philip Mountbatten (más tarde Felipe, duque de Edimburgo), se quedaron por primera vez en Guardamangia en 1946. La pareja regresó varias veces entre entonces y 1952, mientras Philip estaba estacionado en Malta como oficial de la Marina Real e Isabel trabajaba con la Asociación de Familias de Soldados, Marineros y Aviadores (SSAFA) en el Albergue de Castilla. Mountbatten finalmente pasó la villa a la pareja real y residieron allí continuamente entre 1949 y 1951. Se ha sugerido que su hijo mayor, el príncipe Carlos, fue concebido en la villa. Isabel II describió su estancia en Malta como uno de los mejores periodos de su vida, ya que fue el único momento en que pudo vivir "normalmente".
La reina Isabel II visitó Villa Guardamangia durante su visita de estado a Malta en 1992 y, en 2007, ella y el duque de Edimburgo celebraron allí su 60 aniversario. La reina recibió una pintura de Villa Guardamangia de parte del Alto Comisionado de Malta en Londres, Norman Hamilton, en 2013. Cuando la Reina estuvo en Malta para la Reunión de Jefes de Gobierno de la Commonwealth de 2015, pidió ver la villa, pero, según los informes, sus propietarios, la familia de Ġużè Schembri, la rechazaron porque estaba en mal estado, cuya reparación era objeto de una disputa entre sus dueños y el gobierno. La presidenta Marie-Louise Coleiro Preca obsequió a la Reina otra pintura, de la fachada de la villa.
El edificio se puso a la venta en 2019 con un precio inicial de 5.900.000 €. Gran parte del contenido del edificio, incluidos muebles, obras de arte y antigüedades, se vendió en una subasta en septiembre de 2019. Tras una campaña para restaurar y abrir el edificio al público, fue adquirido por el Gobierno de Malta en octubre de 2019 y confiado a Heritage Malta para realizar extensos trabajos de restauración.

## Edificio y jardines

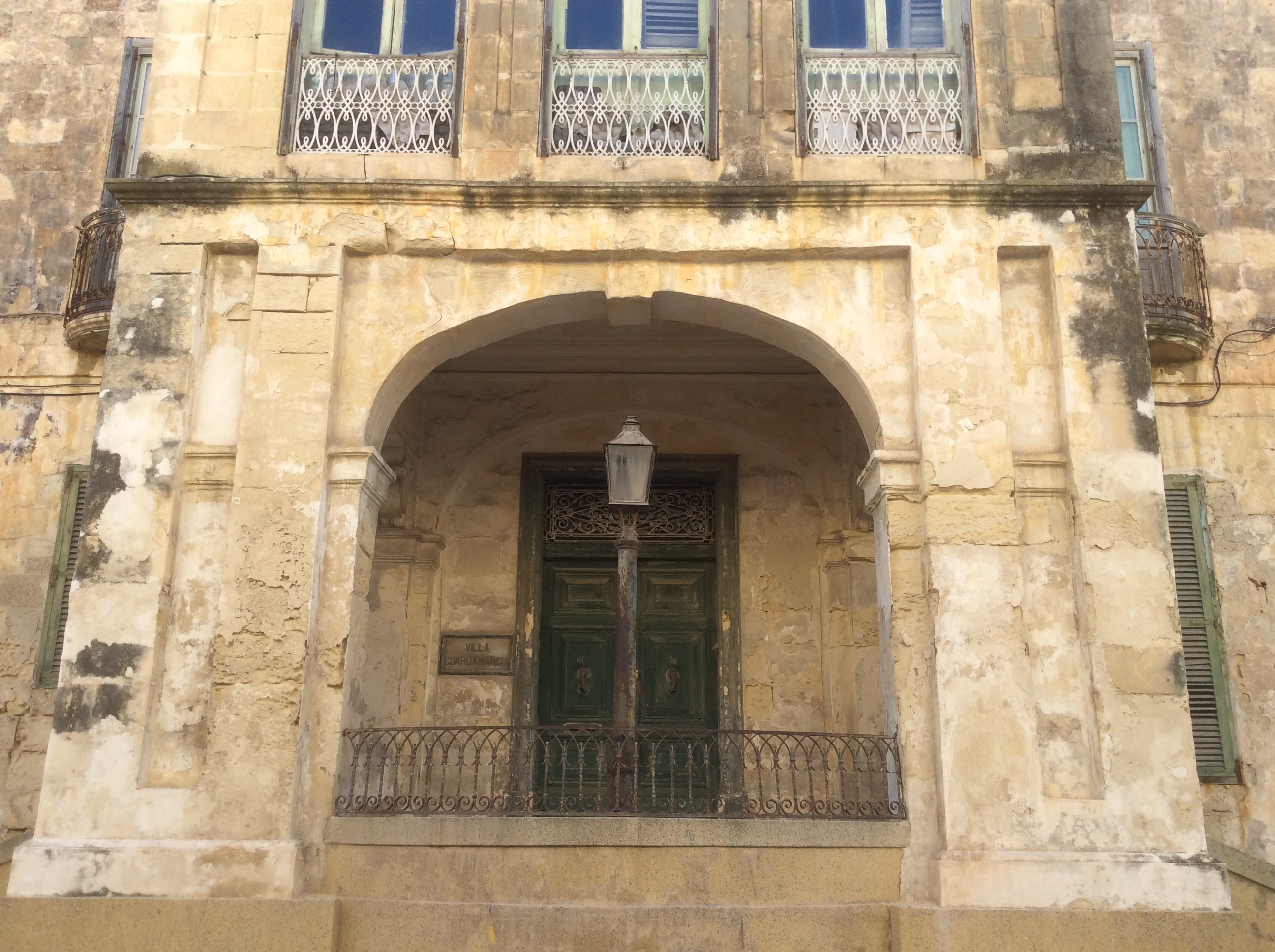
Fachada frontal con placa que dice "Villa Guardamangia".

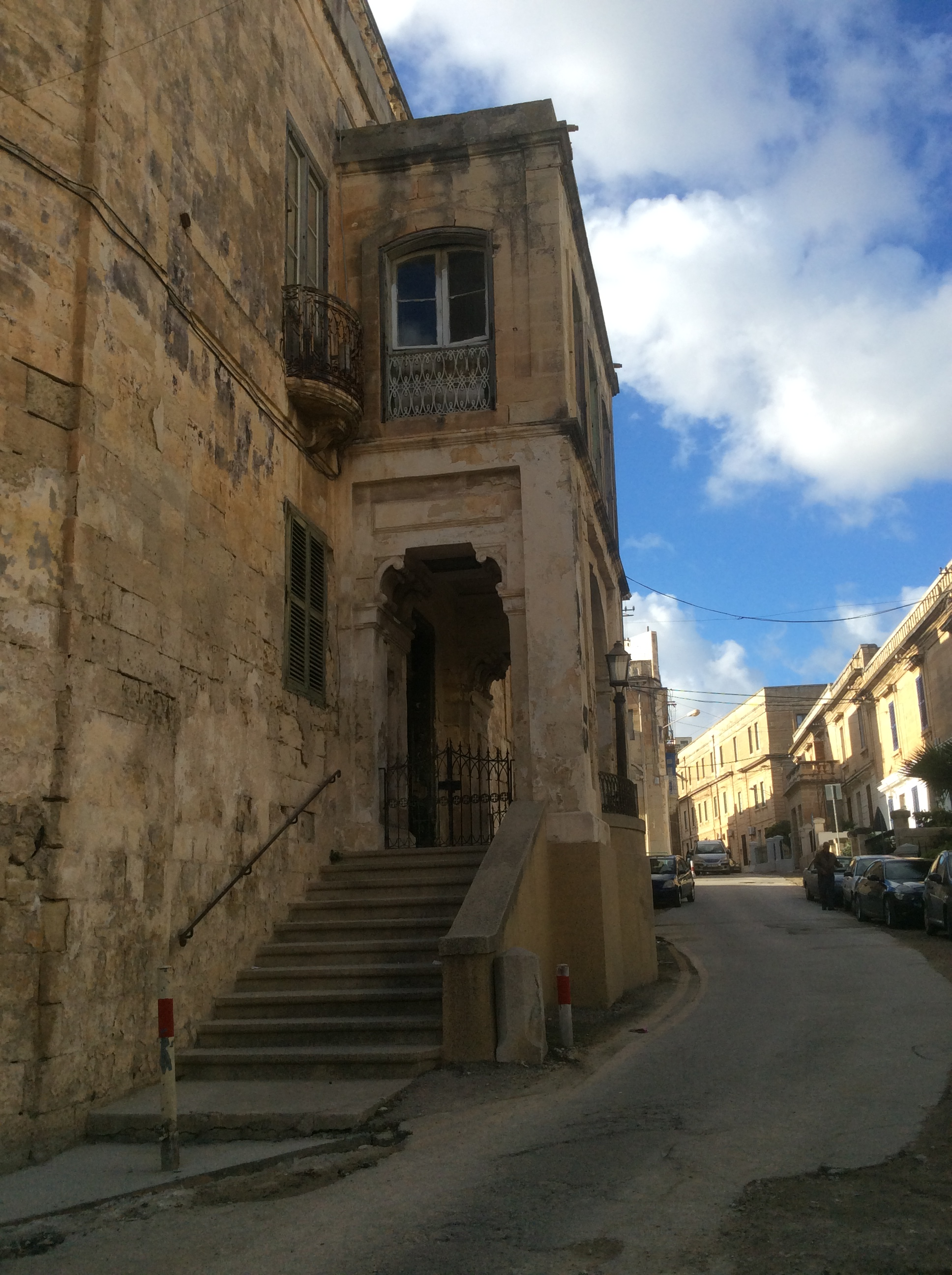
La Villa se encuentra en un estado ruinoso.

La villa se encuentra en las afueras y suburbios de La Valeta en la aldea de Guardamangia, ubicada justo en la cima en una tranquila zona residencial, en una calle estrecha. La villa se describe como construida en forma de palacio complementado con vistas al mar sobre el puerto de Marsamxett. La reina la describió como una "casa de ciudad". El edificio está construido con piedra caliza, conocida como arenisca y descrita por la Reina como "piedra amarilla", y diseñado con espaciosos interiores. La casa tiene dos entradas, una al nivel de la calle y otra después de subir un tramo de escaleras bajo un elaborado porche delantero. La familia real había tomado sus propias pertenencias personales de Gran Bretaña cuando vivían en la villa permitiéndoles vivir en una lujosa residencia, en una casa que alguna vez fue elegante. La familia real tenía sirvientes británicos en la villa.
Los jardines de la villa están aislados. La principal característica exterior del jardín es la larga terraza que va desde el edificio de la villa hasta el otro lado del jardín. En el medio de la terraza se encontraba un banco que es el lugar donde se tomaron las fotos más conocidas publicadas de la pareja real e invitados. Otras fotos fueron tomadas en la terraza de la azotea de la villa, mientras que algunas fueron tomadas por la prensa en ese entonces en el frente de la villa mientras la pareja entraba por el tramo de escaleras. El jardín tenía la función de entretener y también de cultivar flores, que el príncipe Felipe disfrutó de tener en su camarote y sala de oficiales.

## Actualidad
El edificio está registrado como monumento de Grado 2 por la Autoridad de Planificación y Medio Ambiente de Malta y se encuentra en un estado ruinoso. La ONG Flimkien għal Ambjent Aħjar ha pedido su restauración y el gobierno estaba entonces en proceso de expropiación y restauración de la villa, acusando a sus propietarios de permitir que la villa se deteriorara para justificar su demolición para que el sitio pueda ser vendido y remodelado.
Villa Guardamangia es una potencial atracción turística una vez restaurada. En una encuesta en línea no científica de 2015, el 84% de los encuestados afirmó que visitaría la villa si fuera restaurada y abierta al público. La villa es un hito común asociado con la familia real británica.
Villa Guardamangia era propiedad privada de Marika Schembri y sus hermanos. En junio de 2019, la Villa se puso a la venta por 6 millones de euros (5,3 millones de libras esterlinas). Sin embargo, se compró por 5 millones de euros. Desde octubre de 2019, la villa pertenece exclusivamente al Gobierno de Malta. A partir de junio de 2020, Heritage Malta (la agencia nacional para el patrimonio cultural) está realizando extensos trabajos de restauración en la villa, previéndose que la familia real británica sea invitada a la reapertura.